# Thailand Champions Cup 2021
Der Thailand Champions Cup 2021, aus Sponsorengründen auch als Daikin Thailand Champions Cup 2021 bekannt, war die fünfte offizielle Ausspielung des Wettbewerbs und wurde am 1. September 2021 zwischen dem thailändischen Meister BG Pathum United FC sowie dem FA Cup Sieger Chiangrai United ausgetragen. Das Spiel fand im 700th Anniversary Stadium in Chiangmai statt. BG Pathum United gewann das Spiel mit 1:0. Den Siegtreffer erzielte der japanische Neuzugang Ryō Matsumura in der 87. Minute.
Aufgrund der COVID-19-Pandemie waren keine Zuschauer zugelassen.

## Spielstatistik
| Paarung             | BG Pathum United FC – Chiangrai United |
| Ergebnis            | 1:0 (0:0) |
| Datum               | 1. September 2021 um 18:00 Uhr |
| Stadion             | 700th Anniversary Stadium, Chiangmai |
| Zuschauer           | 0 |
| Schiedsrichter      | Wiwat Jumpaoon |
| Tore                | 1:0 Ryō Matsumura (87.) |
| BG Pathum United FC | Chatchai Budprom – Santipharp Chan-ngom (73. Surachat Sareepim), Irfan Fandi, Victor Cardozo , Yordrak Namuangrak, Ernesto Phumipha (60. Chatree Chimtalay) – Sarach Yooyen, Sumanya Purisai (77. Pathompol Charoenrattanapirom), Kevin Ingreso (73. Chaowat Veerachat) – Teerasil Dangda (59. Ryō Matsumura), Diogo Cheftrainer: Aurelio Vidmar ( Australien) |
| Chiangrai United    | Apirak Worawong – Wasan Homsan, Sarawut Inpaen, Brinner, Tanasak Srisai (88. Akarawin Sawasdee), Suriya Singmui (70. Sanukran Thinjom) – Cho Ji-hun (70. Gionata Verzura), Phitiwat Sukjitthammakul , Siwakorn Tiatrakul (88. Somkid Chamnarnsilp) – Bill, Ekanit Panya (22. Shinnaphat Leeaoh) Cheftrainer: Emerson Pereira ( Brasilien)                      |
| Gelbe Karten        | Ernesto Phumipha (31.), Irfan Fandi (58.), Chaowat Veerachat (86.), Pathompol Charoenrattanapirom (90.+1') – Suriya Singmui (16.), Bill (45.+4') |
| Platzverweise       | keine – Brinner (17.) |

### Auswechselspieler
| Auswechselspieler | Auswechselspieler |
| --- | --- |
| BG Pathum United FC | Chiangrai United |
| - Korraphat Nareechan - Jakkapan Praisuwan - Chaowat Veerachat ▲ (73.) - Pathompol Charoenrattanapirom ▲ (77.) - Chatmongkol Thongkiri - Surachat Sareepim ▲ (73.) - Chenrop Samphaodi - Chatree Chimtalay ▲ (59.) - Ryo Matsumura ▲ (59.) | - Saranon Anuin - Shinnaphat Leeaoh ▲ (23.) - Sanukran Thinjom ▲ (70.) - Nattawut Jaroenboot - Gionata Verzura ▲ (70.) - Pharadon Phatthaphon - Felipe Amorim - Akarawin Sawasdee ▲ (89.) - Somkid Chamnarnsilp ▲ (89.) |